# Naranjito de La Cruz
Naranjito de La Cruz es un caserío peruano ubicado en el distrito de Montero, perteneciente a la provincia de Ayabaca del departamento de Piura, al norte del Perú. 

## Ubicación
Naranjito de La Cruz se ubica al norte de la provincia de Ayabaca, en el distrito de Montero, en el departamento de Piura.

## Demografía
En 2017 Naranjito de La Cruz tenía una población de 82 habitantes.
| Gráfica de evolución demográfica de Naranjito de La Cruz entre 1993 y 2017 |
|                                                                            |
| Fuentes: Población 1993 y 2017                                             |